# Carlos Zorrinho

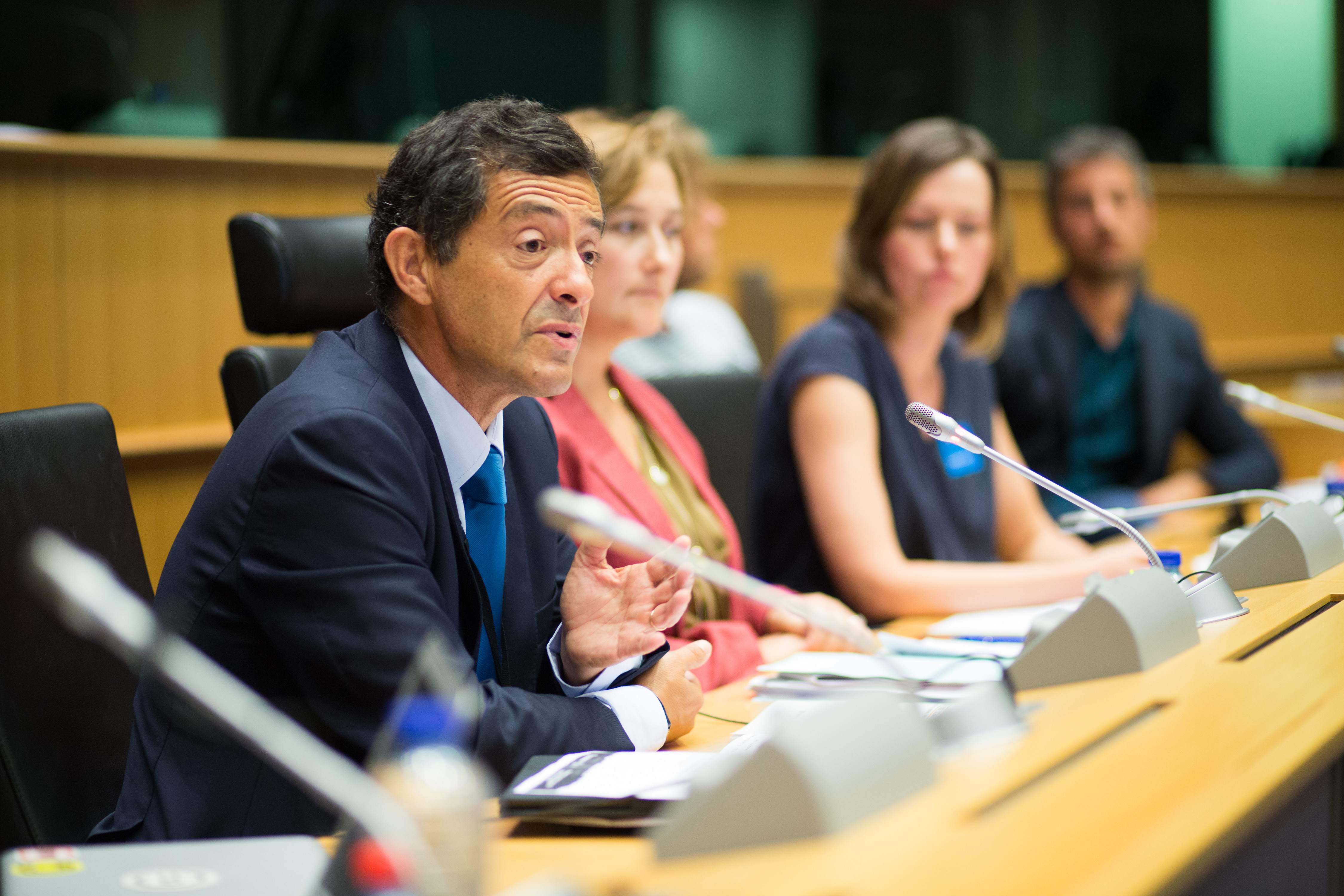
Carlos Zorrinho (2016)

José Carlos das Dores Zorrinho (* 28. Mai 1959 in Óbidos) ist ein portugiesischer Wirtschaftswissenschaftler und Politiker (PS). Zwischen 2011 und 2014 leitete Zorrinho die oppositionelle Parlamentsfraktion der portugiesischen Sozialisten in der Assembleia da República. Seit der Europawahl 2014 ist er Europaabgeordneter für Portugal, er verteidigte sein Mandat bei der Europawahl 2019.

## Leben

### Ausbildung
Carlos Zorrinho machte einen Abschluss (Licenciatura) in Wirtschaftsmanagement an der Universität Évora. Später promovierte er im Bereich Informationsmanagement und dozierte an derselben Universität Wirtschaftswissenschaften.

### Politische Karriere in Portugal
Zorrinho war ab 1990 Mitglied im Nationalrat der portugiesischen Sozialisten. 1995 trat er zum ersten Mal für die nationalen Parlamentswahlen an und errang ein Mandat im Wahlkreis Évora. 1999 wählte ihn die Fraktion zum stellvertretenden Fraktionsvorsitzenden. Sein Abgeordnetenmandat hatte er bis 2000 inne.
2000 übernahm Zorrinho die Aufgaben des Staatssekretärs im Ministerium für interne Verwaltung im Kabinett Guterres II unter Nuno Severiano Teixeira. Nachdem die Sozialisten 2002 die Wahlen verloren hatten, kehrte er für einige Jahre zurück an die Universität Évora. Nach den vorgezogenen Wahlen 2005, bei denen die Sozialisten wiederum gewannen, wurde er zum nationalen Koordinator für die sogenannte „Lissabon-Strategie“ im Kabinett Sócrates I ernannt.
Im Kabinett Sócrates II war Zorrinho Staatssekretär für Energie und Innovation unter António Mendonça, Minister für Wirtschaft, Innovation und Entwicklung. Bei den Wahlen 2011 kehrte er als Abgeordneter zurück ins Parlament, wo ihn die Abgeordneten der PS zum Fraktionsvorsitzenden wählten. In der Zeit verhandelte er unter anderem mit den beiden Regierungsparteien PSD und CDS-PP die von der Europäischen Union und dem IWF auferlegten Sparmaßnahmen.

### Wechsel ins Europaparlament
2014 nominierte die PS Zorrinho für den dritten Listenplatz für die Europawahl 2014. Die Sozialisten errangen 31,7 Prozent der Wahlstimmen, sodass Zorrinho ins Europaparlament einzog. Dort trat er, genauso wie seine Parteikolleginnen und -kollegen, der sozialdemokratischen Fraktion bei. In der 8. Legislaturperiode (2014–2019) war er für seine Fraktion Mitglied im Ausschuss für Industrie, Forschung und Energie und im Untersuchungsausschuss zu Emissionsmessungen in der Automobilindustrie. Im Ausschuss für Umweltfragen, öffentliche Gesundheit und Lebensmittelsicherheit war er stellvertretendes Mitglied.
Für die Europawahl 2019 nominierte ihn die PS für den 7. Listenplatz. Die Sozialisten gewannen 33,38 Prozent und damit 9 der 21 portugiesischen Mandate, sodass Zorrinho sein Mandat verteidigen konnte. Auch in der 9. Legislaturperiode trat er der S&D-Fraktion bei, er leitet die neunköpfige portugiesische Delegation innerhalb der Fraktion. Für die Fraktion ist er Mitglied im Ausschuss für Industrie, Forschung und Energie sowie stellvertretendes Mitglied im Entwicklungsausschuss.